# サブマリナー
サブマリナー（ネイモア・ザ・サブマリナー、Namor the Sub-Mariner）は、マーベル・コミックのスーパーヒーローで、最古参のヒーローの一人でもある。

## 概要
初登場は1939年の『マーベル・コミックス』誌1号（Marvel Comics #1）。この時の作者はビル・エヴェレット(Bill Everett)。
ネイモア(Namor)は、水棲人類ハイドロ・ホモ・サピエンス（ホモ・マーマヌス）の王国、アトランティスの王子である。母親はアトランティスの王族で、父親はアメリカで砕氷船の船長だった。
プライドが高いのが欠点だが、勇猛で誇り高き戦士である。
基本的には七つの海とアトランティスを守るために戦い、海面以上の世界にはそれほど関心がなかった。しかし、アベンジャーズやファンタスティック・フォーといった地上界のスーパーヒーローたちとの出会いにより、彼らの友人としてさまざまな脅威と戦っている。

## 外見
- ピンクがかった白い肌（純血のアトランティス人は青もしくは水色の肌をしている）
- とがった耳、細い眉、つり上がり気味で切れ長の青灰色の眼
- 黒い髪
- 両足首の上の小さな「羽根」（飛行時の姿勢制御に利用していると思われる）
- 基本的に、上半身裸で、緑色で魚燐柄の海水パンツと白い貝殻型のバックルのついた金色のベルトというスタイル
- 黄金色のブレスレット、もしくはガントレットを装着している
- トライデント（三叉槍）を携行する場合もある

## 能力
- 海中を時速80kmで泳ぐ
- 陸上で100トンの重さを持ち上げる膂力
- 水中でも、空気中でも呼吸できる特殊な肺
- 飛行能力
- 電撃（デンキウナギのような能力で、一度放電するとしばらく充電期間が必要になる）
- イルカやシャチ、サメなどとある程度の会話（意思疎通）が可能である

## ゴールデン・エイジ
サブマリナーは、海を汚染する陸上人類に敵対する海の超人として、アメコミ最初期のアンチヒーローとして登場。第二次世界大戦の勃発に伴い、キャプテン・アメリカとオリジナル・ヒューマン・トーチとともにナチス・ドイツや大日本帝国と戦うようになる。
第二次世界大戦終結、ゴールデン・エイジ終焉とともに人気が低迷しはじめ、やがてその姿を消すことになる。

## シルバー・エイジ
「ファンタスティック･フォー」誌4号（Fantastic Four #4、1962年5月）で、サブマリナーは、ファンタスティック･フォーのヒューマン・トーチによってマンハッタンで記憶喪失のホームレスとなっているところを発見される。
その後、記憶を取り戻した彼は、アトランティスに帰還。不在の間に簒奪された王位を奪還し、マーベル・ワールドへの帰還を果たす。
また、その当時独身だったファンタスティック・フォーの紅一点、インヴィジブル・ガール（現在はミスター・ファンタスティックと結婚。インヴィジブル・ウーマンと改名）に懸想して略奪婚しようとしたり、プライドの高さや海を汚す陸上人類への憤りを利用されて、アベンジャーズやX-メンと戦ったりもした。

## 交友関係
- キャプテン・アメリカ

第二次世界大戦当時、オリジナル・ヒューマントーチ、サブマリナー、キャプテン・アメリカの3人は、「インヴェイダーズ」というチームを組み、ナチスや大日本帝国と戦っていた。第二次大戦終了直前の事故により行方不明になっていたキャプテン・アメリカが仮死状態で入っていた氷山を崇めていた北極のエスキモー村で暴れた際にキャプテンが中にいるとは知らずに氷山を海に放り投げ、アベンジャーズに回収させるきっかけとなった。
- ファンタスティック・フォー

スーザンに横恋慕してリードと対立するが、やがて和解。互いに尊敬し合う間柄になる。
- ディフェンダーズ

世界最高の魔術師であるドクター・ストレンジが、超自然的な脅威からこの次元を守るために結成した（必要に応じて相手の都合に斟酌せずいきなり自分のところに召喚する）ヒーロー・チーム。
メンバーはドクター・ストレンジの他に、サブマリナー、ハルク、シルバーサーファー。サブメンバーとして、ヘルキャット、バルキリー、ナイトホークなどがいる。
- ネイモリータ

ヒーローチーム「ニューウォリアーズ」の一員。アトランティス人の女性。青い肌のスーパーヒロイン。サブマリナーの従兄弟。スタンフォードでのTV撮影中にヴィランのニトロの爆発により死んだ。このことが発端となりシビル・ウォーが始まる。
- イルミナティ

「Kree-Skrull War」を切っ掛けに結成された、様々な立場のヒーローや勢力のリーダー達によるコミュニティ。ネイモアの他に、インヒューマンズのリーダーブラックボルト、X-MENのプロフェッサーX、ドクター・ストレンジ、アイアンマン、Mr.ファンタスティックらがメンバーとなっている。

## MCU版
マーベル・シネマティック・ユニバース（MCU）では、『ブラックパンサー/ワカンダ・フォーエバー』より登場。
テノッチ・ウエルタ・メヒアが演じており、日本語吹替は浪川大輔が担当した。

### キャラクター像
本作ではマヤなどメソアメリカを起源とするタロカン帝国（Talokan）の王として描かれており、キャラクターデザインも原作をベースとしつつ中南米を意識した造形となっている。
神・ククルカンに因んだ名を持ち、祖国では現人神の如く敬われている。ネイモアの名はスペイン語の「No amor（地上を愛さない者）」に由来し、後述する過去から地上への決別を込めて敵対者に名乗っている。
先祖は母・フェン王女の代まで地上で暮らしていた。だが、コンキスタドールによる侵略と迫害により土地を追われ、更にはもたらされた伝染病で滅亡の危機に陥っていた中、雨の神チャクからの啓示を受けた一族の神官が、海中の洞窟で大西洋に墜落したヴィブラニウム隕石の影響を受けた海藻を発見。生き残った一族全員でそれから作られた薬を摂取した事により、地上で呼吸ができなくなった代わりに水中で呼吸・生存が可能な肉体へと進化、海中へと移住してタロカン帝国を築いた。
フェン王女は当時ネイモアを妊娠していたため、我が子への悪影響を恐れて摂取を拒んでいたが、神官から「生まれた子を王にする」と説得されて漸く同意。結果生まれたネイモアはミュータントとなった。
時が経ち、フェン王女が老衰で他界すると、遺言に従い故郷の地に土葬するため地上に上がる。だが、先祖達から土地を奪ったスペイン人達が地上に残った先住民達を奴隷として虐げる姿に絶望し、仲間達と共にその場にいたスペイン人を皆殺しにする。その際、宣教師から「El niño sin amor（愛のない子ども）」と罵倒された事で、以降は地上への決別を込めてネイモアと名乗るようになった。

### 能力
原作同様、両足首の羽による高速空中飛行、圧倒的な怪力を備える。
他のタロカン人が鰓呼吸かつ青白い肌へ進化した中、母胎の中でヴィブラニウムの影響を受けた事で、先祖同様に鰓を持たず褐色肌のミュータントとして生を受ける。また、鰓の代わりに皮膚呼吸を行い、他のタロカン人とは違い地上での呼吸と生存が可能となっているが、そのために常に肌を湿らせておく必要があり、乾燥した環境では酸欠状態に陥る弱点を抱えている。

## メディアミックス作品
サブマリナーのテレビドラマ版においては、現在も存在していない。1950年と1970年代に企画が出ていたが、いずれも没となっている。そのため、初の実写化作品ではMCU版となる。

### テレビドラマ
「Sub-Mariner」（1950）
リチャード・イーガン主演のテレビドラマ、しかし企画は没となった。
「Sub-Mariner」（1970年代）
テレビパイロット版、これも企画が没となった。

### テレビアニメ
「マーベル・スーパーヒーローズ」（1966年）
ジョン・ヴァーノンがネイモアの声を担当。日本語吹き替え版の声優は3人いるが、いずれも不明。
「宇宙忍者ゴームズ」（1967年）
ネイモア王子の代わりとして『トリトン王子』という名前で登場し、マイク・ロードがその声を担当。日本での名称は不明だが、日本語吹き替え版の声優は不明。
「スパイダーマン」（1981年）
ヴィック・ペリンがネイモアの声を担当。日本語吹き替え版声優は2人いるが、いずれも不明。
「スパイダーマン&アメイジング・フレンズ」（1981年 - 1982年）
『7人のスーパーヒーロー』というエピソードに登場し、ウィリアム・ウッドソンがネイモアの声を担当。日本語吹き替え版声優は3人いるが、いずれも不明。
「ファンタスティック・フォー」（1994年）
「海底の王子ネイモア」というエピソードに登場し、ジェイムズ・ワーウィックが声を担当。日本語吹き替え版声優は不明。
「アベンジャーズ:ユナイテッド・ゼイ・スタンド」（1999年 - 2000年、邦題不明（情報求む））
ラウル・トルヒーヨがネイモアの声を担当。日本語吹き替え版声優は不明。存在しないという話もあるが、考えられない。
「Fantastic Four: World's Greatest Heroes」（2006年、日本未放送）
マイケル・アダムスウェイトがネイモアの声を担当。日本語吹き替え版は存在しない。